# Medellin Challenger 1998
Il Medellin Challenger 1998 è stato un torneo di tennis facente parte della categoria ATP Challenger Series nell'ambito dell'ATP Challenger Series 1998. Il torneo si è giocato a Medellin in Colombia dal 25 al 31 maggio 1998 su campi in terra rossa.

## Vincitori

### Singolare
Adriano Ferreira ha battuto in finale  Rogier Wassen con il punteggio di 6–0, 6–4

### Doppio
Adriano Ferreira /  Cristiano Testa hanno battuto in finale  Juan-Camilo Gamboa /  Mauricio Hadad con il punteggio di 3–6, 6–1, 6–2